# Saskia de Jonge
Saskia de Jonge (ur. 22 listopada 1986 w Amsterdamie) – holenderska pływaczka, mistrzyni Europy (basen 25 m).
Specjalizuje się w pływaniu stylem dowolnym. Jej największym dotychczasowym sukcesem jest złoty medal mistrzostw Europy na krótkim basenie w Stambule w 2009 roku w sztafecie 4 x 50 m kraulem. Płynąc w składzie z Inge Dekker, Hinkelien Schreuder i Ranomi Kromowidjojo ustanowiła najlepszy w historii wynik na świecie 1.33,25 min.